# Steve Mesler
Steve Mesler (n. 28 august 1978, Buffalo, New York, SUA) este un bober ce a reprezentat Statele Unite ale Americii, medaliat olimpic. A participat la două ediții ale Jocurilor Olimpice (2006, 2010) în care a câștigat o medalie de aur.